# Konstantin Stepankov
Konstantin Petrovich Stepankov (en ukrainien : Костянти́н Петро́вич Степанко́в), né à Pecheski (uk) (République socialiste soviétique d'Ukraine) le 3 juin 1928 et mort à Kiev (Ukraine) le 22 juillet 2004, est un acteur ukrainien et soviétique. Artiste du peuple de l'URSS.

## Biographie
Konstantin Stepankov naît dans la famille d'un prêtre en Ukraine occidentale, dans le village de Pecheski (uk) (oblast de Khmelnytskyï). De 1950 à 1953, il étudie à l'Institut des arts théâtraux Karpenko-Kary à Kiev sous la direction d'Amvrossi Boutchma.
En 1953, il est enseignant et chef de l'atelier du département d'art dramatique de l'Institut des arts théâtraux Karpenko-Kary.
En 1955, il est acteur au Théâtre national Ivan Franko, et à partir de 1968 il travaille au Studio Dovjenko. Il apparaît dans plus de nonante films entre 1957 et 1999 et, à partir de 1971, dans une vingtaine de téléfilms et de séries télévisées. Il était membre de l'Union des cinéastes (ru).
À partir de 1998, il est professeur au département de réalisation télévisuelle de l'Université de la culture et des arts de Kiev.
Décédé le 22 juillet 2004 à Kiev, il est enterré dans le village de Zherebiatine près de Kiev.

## Vie privée
Konstantin Stepankov s'est marié avec l'actrice Ada Rogovtseva avec laquelle il a eu un fils, également acteur, prénommé comme lui Konstantin Stepankov (1962-2012) et une fille, Ekaterina (née en 1972).

## Filmographie partielle

### Au cinéma
- 1956 : Pavel Kortchaguine (Павел Корчагин) d'Alexandre Alov et Vladimir Naoumov : Akime
- 1968 : La Croix de pierre (Каменный крест) de Léonide Ossyka
- 1968 : Annytchka (ru) (Аннычка) de Boris Ivtchenko
- 1971 : Les Commissaires (Комиссары) de Nikolaï Machtchenko
- 1971 : Zakhar Berkout (ru) (Захар Беркут) de Léonide Ossyka
- 1971 : L'Oiseau blanc marqué de noir (Белая птица с черной отметиной) de Youri Illienko : Zozoulia[2]
- 1979 : Babylone XX d'Ivan Mykolaïtchouk
- 1985 : Bataille de Moscou
- 1988 : Achik Kérib, conte d'un poète amoureux (Ашик-Кериб) de Dodo Abachidze et Sergueï Paradjanov
- 1989 : Études sur Vroubel (ru) (Этюды о Врубеле) de Léonide Ossyka (documentaire)
- 1994 : Le Secret de la fabrication du vin (Секрет виноделия) d'Andreï Tchernykh

### À la télévision
- 1973 : Et l'acier fut trempé de Nikolaï Machtchenko : Fedor Zhoukhraï

## Récompenses et distinctions
- Artiste du peuple de l'URSS
- Artiste du Peuple d'Ukraine
- 1979 : 11e Festival international du Film de Moscou : membre du jury
- 1998 : Ordre du Mérite de troisième classe
- 2003 : Ordre du mérite de deuxième classe